# دیسمبر تو دیسممبر
ئی سی دابلیو ای دسامبر تو دیسممبر  (به انگلیسی: (WWE ECW DECEMBER TO DISMEMBER)) یک رویداد غیر رایگان کشتی حرفه‌ای می‌باشد؛ که اولین بار در سال ۱۹۹۵ در ای سی دابلیو ارنا برگزار شد این پی پر ویو شامل درگیری‌ها در شو ECW وجود دارد می‌باشد.

## هاردکور الیمینیشن چمبر مچ سر کمربند ای سی دابلیو
در دسامبر تو دیسممبر ۲۰۰۶ در مینی اونت شب پی پر ویو مسابقه الیمینیشن چمبری به صورت وحشیانه برگزار شد.
در این مسابقه هاردکور هالی، بیگ شو، راب ون دام، بابیل اشلی، سی ام پانک و تست حضور داشتند مسابقه با حضور راب ون دام و هاردکور هالی برگزار شد که هیچ‌کس تا نفر چهارم حذف نشد تا این که با ورود بابیل اشلی هاردکور هالی و تست از مسابقه حذف شدند در ادامه راب ون دام با کی او پانچ از بیگ شو و اسپیر از بابیل اشلی از مسابقه حذف شد و تنها سی ام پانک باقی ماند که با چوک اسلم بیگ شو حذف شد و در ادامه بیگ برای اجرای چوک اسلم رویذ اشلی آماده شد که او با یک دی دی تی از اشلی و اسپیر بیگ شو هم حذف شد و در پابان تنها اشلی به عنوان برنده و قهرمان جدید ای سی دابلیو در رینگ باقی ماند.

## نگارخانه

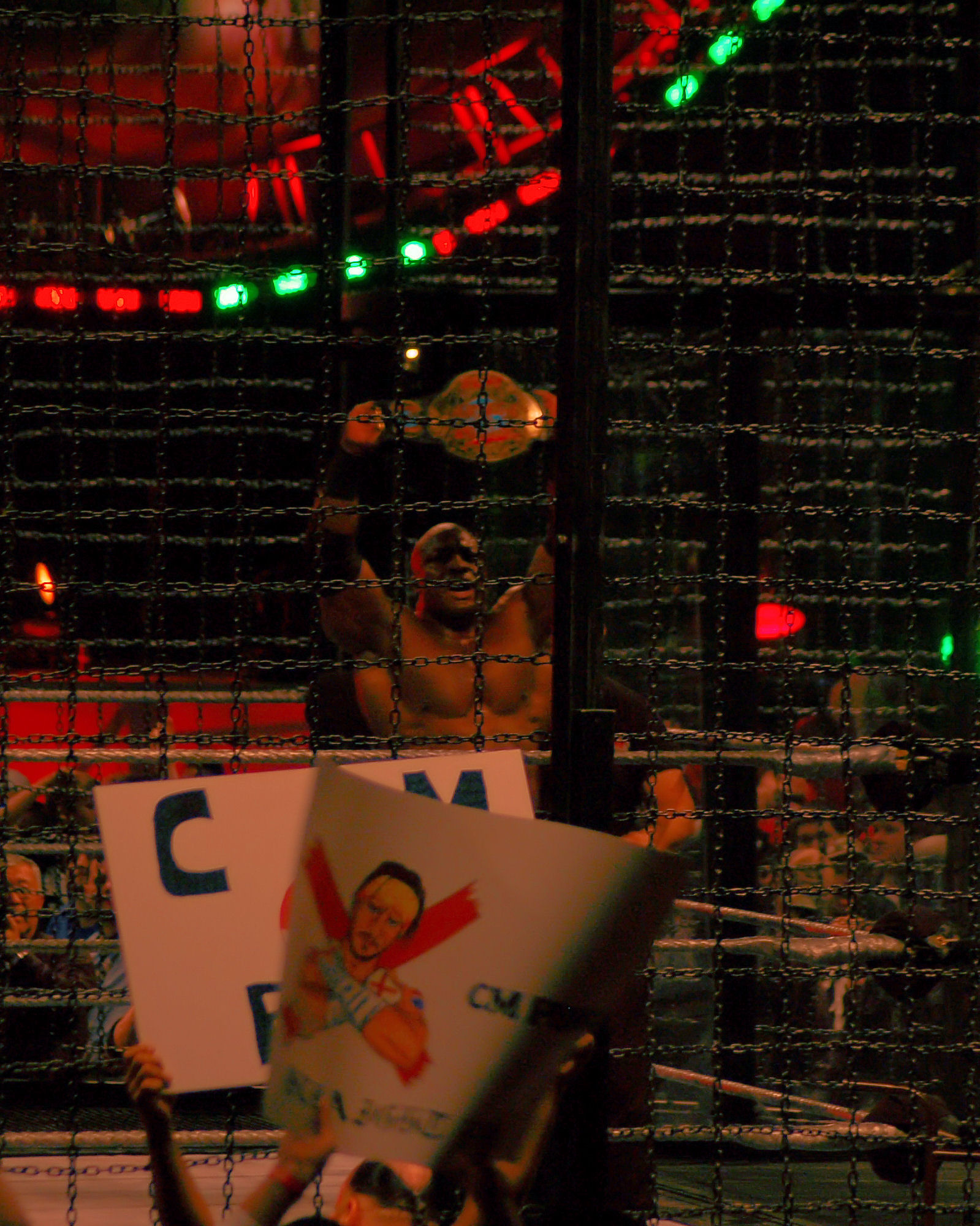
bobely ashly as new ecw world champion